# Жорстокий романс (фільм)
«Жорстокий романс» (рос. «Жесто́кий рома́нс») — російський радянський художній фільм-драма режисера Ельдара Рязанова, знятий в 1984 році на кіностудії «Мосфільм», третя радянська екранізація п'єси російського письменника Олександра Островського «Безприданниця».
Фільм отримав розгромні рецензії критиків, які звинувачували режисера в відході від авторського трактування п'єси і неправильній розстановці акцентів, але був визнання «найкращим фільмом року» за версією журналу «Радянський екран», здобув кілька офіційних нагород.

## Сюжет
Дія розгортається у вигаданому провінційному місті на березі Волги в 1877—1878 роках. Дворянка Харита Гнатівна Огудалова, удова з трьома дорослими доньками, що збідніла після смерті чоловіка, отже, робить усе можливе, щоб влаштувати життя дочок — видати їх у шлюби з досить багатими і знатними женихами. За відсутності коштів вона влаштовує прийоми, розраховуючи, що товариство красивих і музичних панянок приверне неодружених чоловіків, досить багатих, щоб одружитися з любові з безприданницею…

## У ролях
- Аліса Фрейндліх — Харита Гнатівна Огудалова, вдова спадкового дворянина і мати трьох дочок
- Лариса Гузєєва — Лариса Дмитрівна Огудалова, її молодша дочка (озвучування — Анна Каменкова, вокал — Валентина Пономарьова)
- Микита Михалков — Сергій Сергійович Паратов, потомствений дворянин і власник судноплавної компанії
- Андрій М'ягков — Юлій Капітонович Карандишев, небагатий поштовий чиновник і наречений Лариси
- Олексій Петренко — Мокій Парменович Кнуров, великий підприємець і літній чоловік
- Віктор Проскурін — Василь Данилович Вожеватов, судновласник, молодий успішний комерсант і друг дитинства Лариси
- Георгій Бурков — Робінзон, він же актор Аркадій Счастливцев
- Тетяна Панкова — Єфросинія Потаповна, тітонька Карандишева (2 серія)
- Борислав Брондуков — Іван, слуга в кавовій